# BRAWO Carree Salzgitter
Das BRAWO Carree Salzgitter ist ein Einkaufszentrum im Stadtteil Lebenstedt der kreisfreien Stadt Salzgitter. Das zentral gelegene Einkaufszentrum wurde am 12. Juni 2008 unter dem Namen CityCarree Salzgitter eröffnet.

## Entwicklung

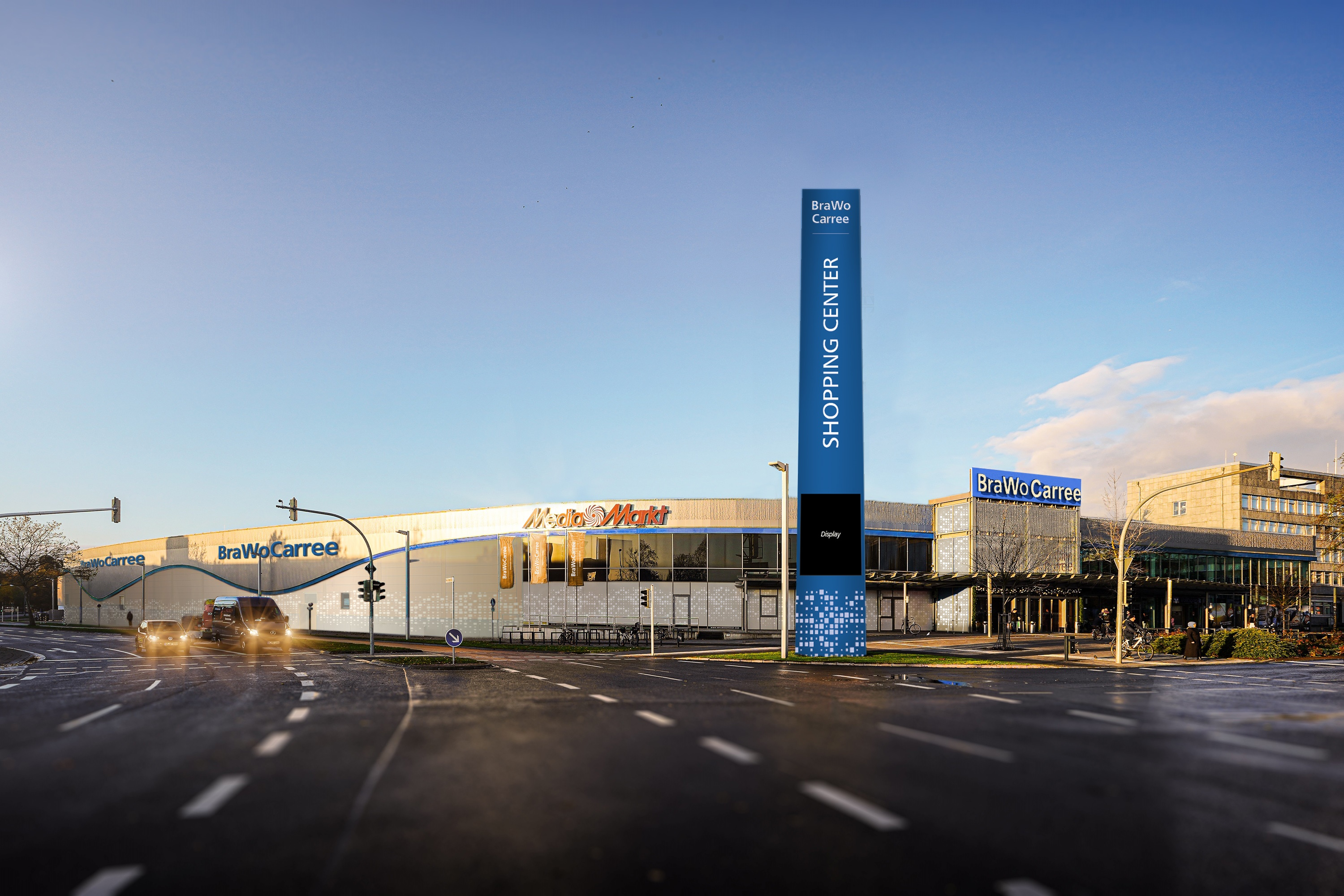
Außenansicht des BRAWO Carree Salzgitter

Das Einkaufszentrum wurde von 2006 bis 2008 auf dem Gelände des ehemaligen Apollo-Centers errichtet. Hierfür waren Erweiterungsarbeiten notwendig, was eine 2,08 Mio. Euro teure Umgestaltung des Fahrbahnverlaufs der Albert-Schweitzer-Straße und der Willy-Brandt-Straße zur Folge hatte.
Zunächst beherbergte das Shopping Center 25 Läden. Aktuell (Stand: September 2024) sind noch 20 Läden vorhanden. Unter anderem stand seit Mitte 2012 die zweitgrößte Ladenfläche des Einkaufszentrums leer, auf welcher sich der Elektronikdiscounter ProMarkt befunden hatte. Im März 2016 wurde hier eine Filiale des Media-Marktes eröffnet. Seit 2008 hat eine der fünf Hauptstellen der Volksbank BRAWO im BRAWO Carree ihren Sitz.
Seit 2020 ist die Volksbank BRAWO Eigentümerin des BRAWO Carrees. Im Zuge dessen ist die Umbenennung von „CityCarree Salzgitter“ in „BRAWO Carree Salzgitter“ vorgenommen worden.
Im nördlichen Stadtteil Lebenstedt gelegen, hat das Einkaufszentrum eine Größe, die eher für kleinere Mittelstädte gewöhnlich ist. Da Salzgitter kein historisch gewachsenes Stadtzentrum besitzt, umfasst der Versorgungsbereich des BRAWO Carrees typischerweise die nördlichen Stadtteile Salzgitters mit rund 50.000 Bewohnern.
In Salzgitter-Bad steht mit dem Altstadt-Carrée ein etwas kleineres Einkaufszentrum zur Verfügung.

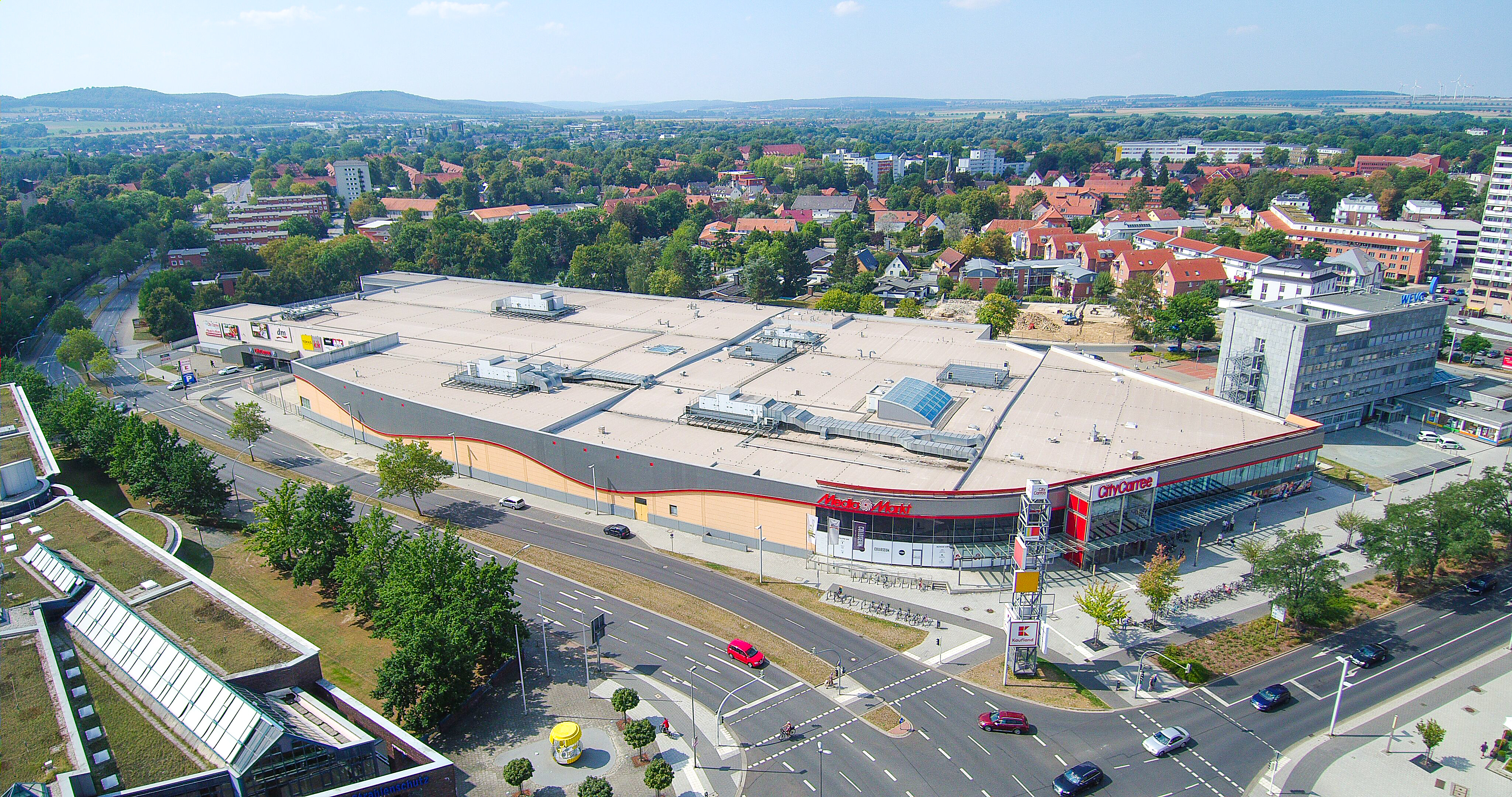
Luftaufnahme BRAWO City Carree

## Verkehrsanbindung
Das BRAWO Carree Salzgitter liegt im Ortszentrum von Lebenstedt und ist nur durch eine Hauptstraße von der Fußgängerzone der Innenstadt getrennt. Das Einkaufszentrum verfügt über Parkplätze, die über die Willy-Brandt-Straße zu erreichen sind. Die Busanbindung wird durch die KVG Braunschweig über die Bushaltestellen Bahnhof sowie ZOB / Albert-Schweitzer-Straße gewährleistet. Nahe dem BRAWO Carree befindet sich der Bahn-Endhaltepunkt Salzgitter Lebenstedt.